# Adolphe Danziger de Castro
Adolphe Danziger de Castro, también conocido como Gustav Adolf Danziger, Adolph Danziger, Adolphe Danziger y Adolphe de Castro, (6 de noviembre de 1859 – 4 de marzo de 1959) fue un erudito judío, periodista, abogado y autor de poemas, novelas y cuentos.

## Vida
Adolphe Danziger de Castro nació Abram Dancygier, hijo de Symcha Jakub Dancygier y su esposa Chaja Szarka, cerca de Dobrzyń nad Wisłą, zarato de Polonia. Reclamó que el antepasado de la familia Dancygier era un judío portugués llamado Israel de Castro que emigró de Portugal a los Países Bajos en el siglo XVI y cuyos descendientes se establecieron en Danzig, de donde se originó el apellido Danziger.
Danziger de Castro también afirmó haber recibido la ordenación rabínica del rabino Israel Jehoszua llamado 'R. Shiele Kutner' (1820–1893) alrededor de 1877 y que había obtenido un doctorado en filología oriental en la universidad de Bonn en 1882. En 1883 emigró a los Estados Unidos, donde primero vivió como periodista y profesor en St. Louis y Vincennes, antes de establecerse en San Francisco en noviembre de 1884, donde ejerció como dentista y periodista independiente hasta 1900. En 1900 se mudó a Nueva York para publicar un libro, abandonando a su primera esposa e hijos. En 1903-4 sirvió como vicecónsul de los Estados Unidos en Madrid. Desde entonces trabajó como abogado. En 1904-5 vivió en Aberdeen, Escocia, y entre 1905 y 1921 en California. El 1 de febrero de 1920, fue uno de los treinta y nueve fundadores de la Comunidad Sefardí de Los Ángeles y fue elegido primer presidente de la congregación. Entre 1921 y 1926 pasó un tiempo en México, entre 1927 y 1936 vivió de nuevo en Nueva York, y desde 1936 hasta su muerte en Los Ángeles.
Se casó con Bertha M. Levy (nacida en 1867) y tuvieron dos hijos: Beatrice Danziger (1891–1974, casada con William K. Dolan) y Nathan Danziger (1894–1965), que cambió su nombre a Nathaniel Dolan. Se casó en un segundo matrimonio - sin haberse divorciado de su primera mujer - en 1907 con Georgina Sterling McClellan (1880–1935) y, tras la muerte de su segunda mujer, una tercera vez con María Páez Urquidi.
Adolphe Danziger de Castro murió con casi 100 años en Los Ángeles, California el 4 de marzo de 1959.

## Trabajos
Danziger tradujo la historia "Der Mönch von Berchtesgaden" (El monje de Berchtesgaden), del autor alemán Richard Voß, publicado en una revista mensual alemana en 1891, al inglés y contrató a Ambrose Bierce, que apoyó las ambiciones literarias de Danziger entre 1886 y 1894, para editar la historia. Fue publicado como "El monje y la hija del verdugo" primero en forma serial en un periódico de San Francisco en 1891 y republicado en forma de libro en 1892.
En 1903, escribió el libro académico Jewish Forerunners of Christianity sobre los patriarcas judíos del segundo período del Templo desde Hilel a través de Jesucristo hasta el rabino Judá el Príncipe, el compilador del Talmud de Jerusalén.
H. P. Lovecraft, con quien Danziger de Castro mantuvo correspondencia entre 1927 y 1936 y con el que contactó a través del poeta Samuel Loveman, revisó dos de sus primeros relatos a finales de los años 1920, siendo publicados en Weird Tales.

### Ensayos
- "Extracts of the System of Jewish Philosophy and Religion of Maimonides", serie de artículos, en: The Jewish Voice, St. Louis, 1888.
- "The Position of Laboring Men Among the Ancient People, Especially Among the Ancient Jews in Palestine", serie de artículos en: The Jewish Voice, St. Louis, 1888.
- "The Story of Joseph, The son of Jacob: From the Legendary Lore of the Hebrews", serie de artículos en: The Jewish Voice, St. Louis, 1889.
- "The Jew in San Francisco, the Last Half Century", en: Overland Monthly y Out West magazine, San Francisco: Vol. 25, Núm. 148, abril de 1895.
- Jewish Forerunners of Christianity, Nueva York: E. P. Dutton & Co., 1903 (reeditado en Londres: John Murray, 1904, y Jesus Lived: Hebrew evidences of his existence and the rabbis who believed in him, Nueva York: E.P. Dutton & Co., 1926).
- The Sephardic movement in Spain: A present day review, monografía inédita (Caja B-77-272, Archivos judíos americanos, Universidad de la Unión hebrea, Cincinnati), ca.años 1920.
- All I Care to Tell, autobiografía inédita (en los Archivos judíos americanos, Universidad de la Unión hebrea, Cincinnati).

### Novelas
- El monje y la hija del verdugo, con Ambrose Bierce, Chicago: F. J. Schulte, 1892 (primero publicado como serial en el San Francisco Examiner, 1891).
- A Man, A Woman and A Million, Londres: Sands & Co., 1902.
- Children of Fate: A Story of Passion, Nueva York: Brentano, 1905.
- The Polish Baroness, (n.p.), 1907.
- Helen Polska's Lover, or The Merchant Prince, (n.p.), 1908 (reeditado en Londres, 1909).

### Poemas
- After the Confession, and other verses, Western Authors' Publishing Association, 1908.
- In the Garden of Abdullah, and other poems, Los Ángeles: Western Authors' Publishing Association, 1916.
- The Painters's Dream, Los Ángeles, 1940.
- The Hybrid Prince of Egypt, plus, Song of the Arabian Desert, Los Ángeles: Western Authors Association, 1950.

### Cuentos
- In the Confessional and The Following, Nueva York, San Francisco: Western Authors’ Publishing Association, 1893.

### Revisiones por H.P. Lovecraft
- "La última prueba", en: Weird Tales, Vol. 12, Núm. 5 de noviembre de 1928 (revisión de "Un sacrificio a la ciencia", publicado en In the Confesional and the Following, 1893)
- "El verdugo eléctrico", en: Weird Tales, Vol. 16, Núm. 2 de agosto de 1930 (revisión de "The Automatic Executioner", primero publicado en: The Wave, 14 de noviembre de 1891, republicado en In the Confesional and the Following, 1893)

### Guion de película
- The World Crucified: A photoplay of the mundane activity of Christ, 1921.

### Biografía
- Portrait of Ambrose Bierce, Nueva York: The Century Co., 1929.